# Unterpräfektur Ishikari

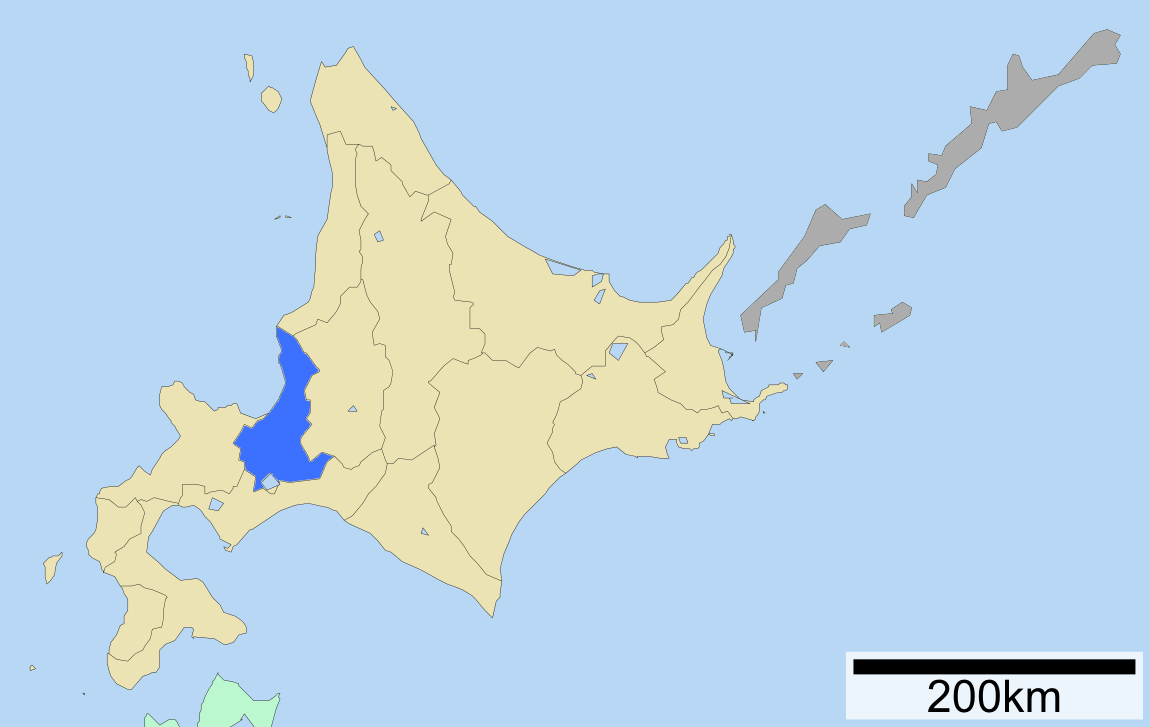
Lage der Unterpräfektur Ishikari

Ishikari (jap. 石狩振興局, Ishikari-shinkō-kyoku) ist eine Unterpräfektur der Präfektur Hokkaidō. Sie hat eine Fläche von 3.539,84 km² und eine Einwohnerzahl von 2.310.001 (Stand: 1. Oktober 2005).
In der Unterpräfektur Ishikari befinden sich der Shikotsu-Tōya-Nationalpark im Süden und der Shokambetsu-Teuri-Yagishiri-Quasinationalpark im Norden.

## Geschichte
Die Unterpräfektur wurde 1897 unter dem Namen Unterpräfektur Sapporo (札幌支庁, Sapporo-shichō) eingerichtet. 1922 erfolgte die Umbenennung in Unterpräfektur Ishikari (石狩支庁, Ishikari-shichō) in Anlehnung an die Provinz Ishikari. 1975 wurde der Stadtteil Tarukawa (樽川地区, -chiku) nach Otaru in der Unterpräfektur Shiribeshi eingemeindet und verkleinerte damit die Unterpräfektur.
Bei der Neugliederung von Hokkaidō zum 1. April 2010 erfolgte die Umbenennung in Ishikari-shinkō-kyoku.

## Verwaltungsgliederung

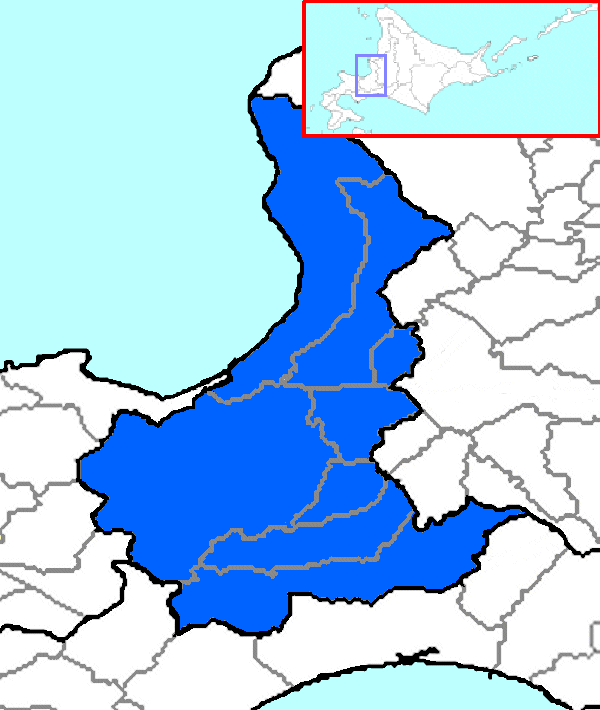
Gemeinden der Unterpräfektur Ishikari

### Kreisfreie Städte (市,shi)
- Sitz der Unterpräfekturverwaltung: Sapporo

- Ebetsu
- Chitose
- Eniwa
- Kitahiroshima
- Ishikari

### Landkreise (郡,gun)
Liste der Landkreise der Unterpräfektur Ishikari, sowie deren Städte (町, chō) und Dörfer (村, mura).
- Ishikari
  - Tōbetsu
  - Shinshinotsu

### Neugliederungen
- Am 1. Oktober 2005 wurden die Dörfer Atsuta im Landkreis Atsuta und Hamamasu im Landkreis Hamamasu in Ishikari eingemeindet. Beide Landkreise wurden daraufhin aufgelöst.

## Verkehr
In Sapporo befinden sich der Flughafen Okadama für Inlandsflüge und in Chitose der Flughafen Neu-Chitose für internationale Flüge.